# 米耶讷
米耶讷（法語：Myennes，法語發音：[mjɛn]）是法国涅夫勒省的一个市镇，属于卢瓦尔河畔科讷库尔区。

## 地理
米耶讷（47°26'49"N, 2°56'2"E）面积7.4 平方千米，位于法国勃艮第-弗朗什-孔泰大區涅夫勒省，该省份为法国中部省份，北至约讷省，西北接卢瓦雷省，西接谢尔省，南至阿列省，东南接索恩-卢瓦尔省，东临科多尔省。
与米耶讷接壤的市镇（或旧市镇、城区）包括：布勒雷、卢瓦尔河畔拉塞勒、卢瓦尔河畔科讷库尔。

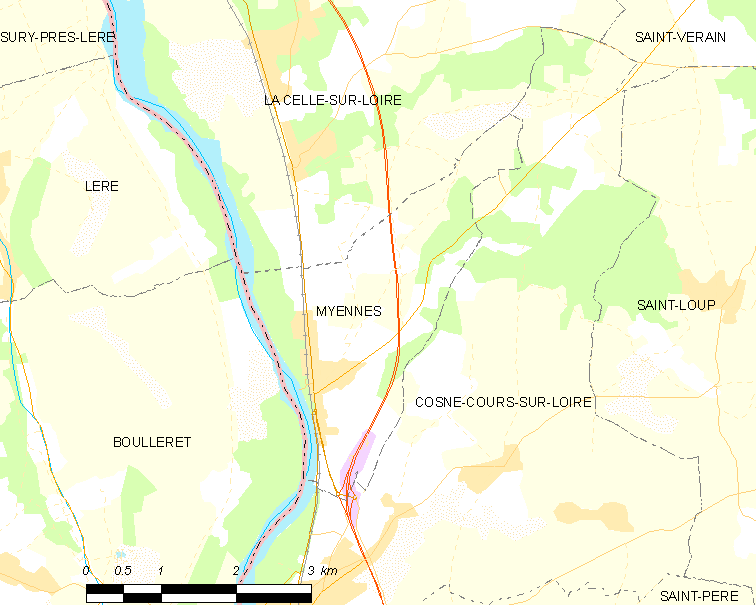
米耶讷的OSM定位图

米耶讷的时区为UTC+01:00、UTC+02:00（夏令时）。

## 行政
米耶讷的邮政编码为58440，INSEE市镇编码为58187。

## 政治
米耶讷所属的省级选区为卢瓦尔河畔科讷库尔县。

## 人口

1962-2008年间米耶讷人口变化图示

米耶讷于2022年1月1日时的人口数量为536人。